# Wonderful (canción de Annie Lennox)
«Wonderful» —en español: «Maravillosa»— es una canción de Annie Lennox, publicada como el tercer y último sencillo de su álbum Bare en 2004. Fue publicado como un sencillo en CD y un sencillo de 12 pulgadas en los Estados Unidos y solamente como un sencillo promocional en el resto del mundo. El sencillo encabezó la lista Billboard Hot Dance Club Songs durante una semana y se convirtió en su quinto número uno en dicha lista. No se hizo ningún vídeo musical para esta canción.

## Lista de canciones

### Sencillo en CD del Reino Unido
1. "Wonderful"  (Versión del álbum) - 4:16  

2. "Pavement Cracks" (Goldtrix Full Vocal Mix) - 6:34 

3. "A Thousand Beautiful Things" (Gabriel & Dresden Tech Funk Mix) - 9:03

## Recepción crítica
La canción tuvo críticas mixtas. Thom Jurek de Allmusic consideró la canción como una «Pista destacable» de Bare, la designó «Una de las baladas marca de la casa de Lennox», y elogió la letra de la canción y su «estribillo de sonido Filadelfia a lo Hall & Oates». Mientras tanto, Anthony Decurtis de Rolling Stone escribió que «el coro enormemente cobarde de "Wonderful", por ejemplo, suena forzado» y lo denominó como un «paso en falso».

## Posición en las listas
| Lista(2004)               | Mejor posición |
| ------------------------- | -------------- |
| U.S. Hot Dance Club Songs | 1              |

- Datos: Q4020763